# Klub włóczykijów (film)

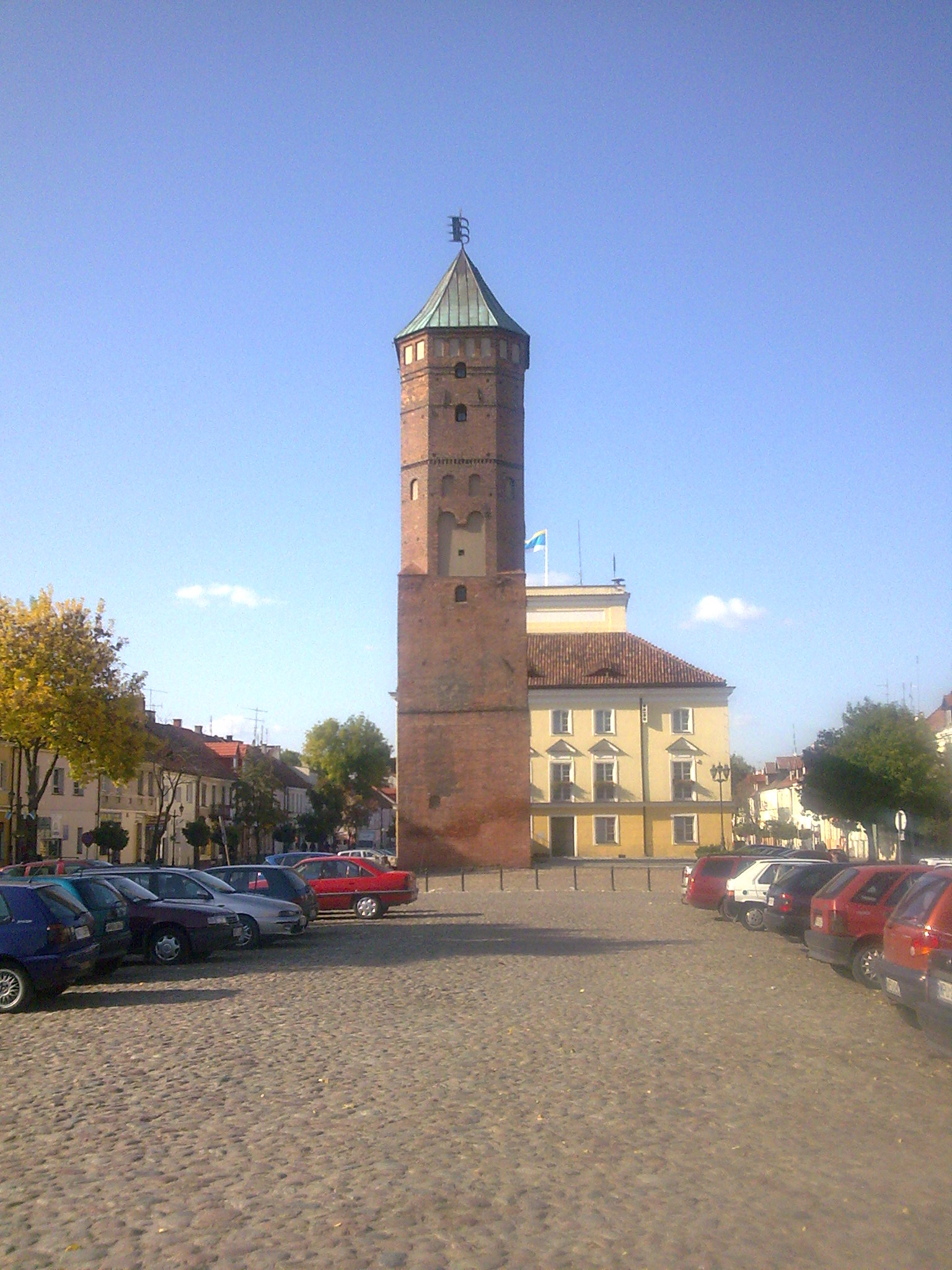
Pułtuski rynek, na którym zrealizowano scenę ucieczki z kufrem dziadka

Klub włóczykijów (pełny tytuł: Klub włóczykijów i tajemnica dziadka Hieronima) – polski film przygodowy z 2015 roku, napisany oraz wyreżyserowany przez Tomasza Szafrańskiego, zainspirowany powieścią Edmunda Niziurskiego pod tym samym tytułem, wydanej w 1970 roku.
Premiera filmu odbyła się 18 września 2015 w Polsce. Zdjęcia do filmu zrealizowano w Warszawie (Muzeum Techniki i Przemysłu NOT, Muzeum Wojska Polskiego), Bukownie, Pułtusku, Siewierzu, Gliwicach, Katowicach, Bytomiu oraz w Olsztynie koło Częstochowy, a okres zdjęciowy trwał od 29 lipca do 16 września 2014.

## Opis fabuły
Film opisuje historię nastolatka, mającego problemy z nauką geografii – Kornela Kiwajło (Franciszek Dziduch), który spędza długie godziny przed komputerem oraz jego kolegi Maksa (Jakub Wróblewski). Chłopcy myśleli, że to będą najgorsze i najnudniejsze wakacje ich życia, jednak nieoczekiwana wizyta wujka Dionizego (Bogdan Kalus), poszukiwacza skarbów, który dowiedział się o wielkim rodzinnym skarbie, wprowadza zamęt w poukładane życie chłopca i wciąga go w najlepszą, prawdziwą wakacyjną przygodę.
Pod przewodnictwem chłopców „Klub włóczykijów” razem z wujkiem Dionizym, Cyprianem (Piotr Janusz) i opiekunką Joanną (Kamila Bujalska), wyruszają w wielką podróż, a ich celem jest odnalezienie skarbu, jaki w czasie II wojny światowej ukrył dziadek Hieronim. Sprawy komplikują się, gdy na drodze po drogocenny skarb wpada dwójka przestępców – doktor Bogumił Kadryll (Tomasz Karolak) i jego nierozgarnięty pomocnik Wieńczysław Nieszczególny (Wojciech Mecwaldowski). Tak rozpoczyna się wyścig z czasem.

## Obsada
W rolach głównych wystąpili:
- Bogdan Kalus jako wuj Dionizy
- Tomasz Karolak jako doktor Bogumił Kadryll
- Wojciech Mecwaldowski jako Wieńczysław Nieszczególny
- Jakub Wróblewski jako Maks
- Franciszek Dziduch jako Kornel Kiwajło
- Kamila Bujalska jako Joanna
- Piotr Janusz jako Cyprian